# Fisetenpass
Der Fisetenpass ist ein 2036 m ü. M. hoher Saumpass im Kanton Uri. Der Pass liegt auf dem Fisetengrat, einem östlichen Ausläufer des Clariden zwischen dem Urner Boden und dem Quellgebiet der Linth. Der Fisetenpass ist Ausgangspunkt für zahlreiche Wanderungen und Bergtouren, zum Beispiel auf den Gemsfairenstock, den Clariden oder zur Claridenhütte. Der Clariden-Höhenweg führt in ca. 4 Stunden zum Klausenpass. Im Winter ist der Pass ein beliebter Ausgangspunkt für Skitouren.
Seit 2002 führt eine kleine Luftseilbahn für sechs Personen von Urnerboden auf den Fisetenpass. Diese ersetzte eine alte Transportbahn von 1956.